# Alekere
Alekere est un village de 48 habitants de la Commune d'Avinurme du Comté de Viru-Est en Estonie. 